# Synsepalum dulcificum
Synsepalum dulcificum produce fructe de pădure care, atunci când sunt ingerate, modifică gustul alimentelor acre (cum ar fi lămâia), substituindu-l cu gustul dulce. Acest efect se datorează miraculinei, utilizat în scop comercial ca substituent pentru zahăr.

## Cultivare

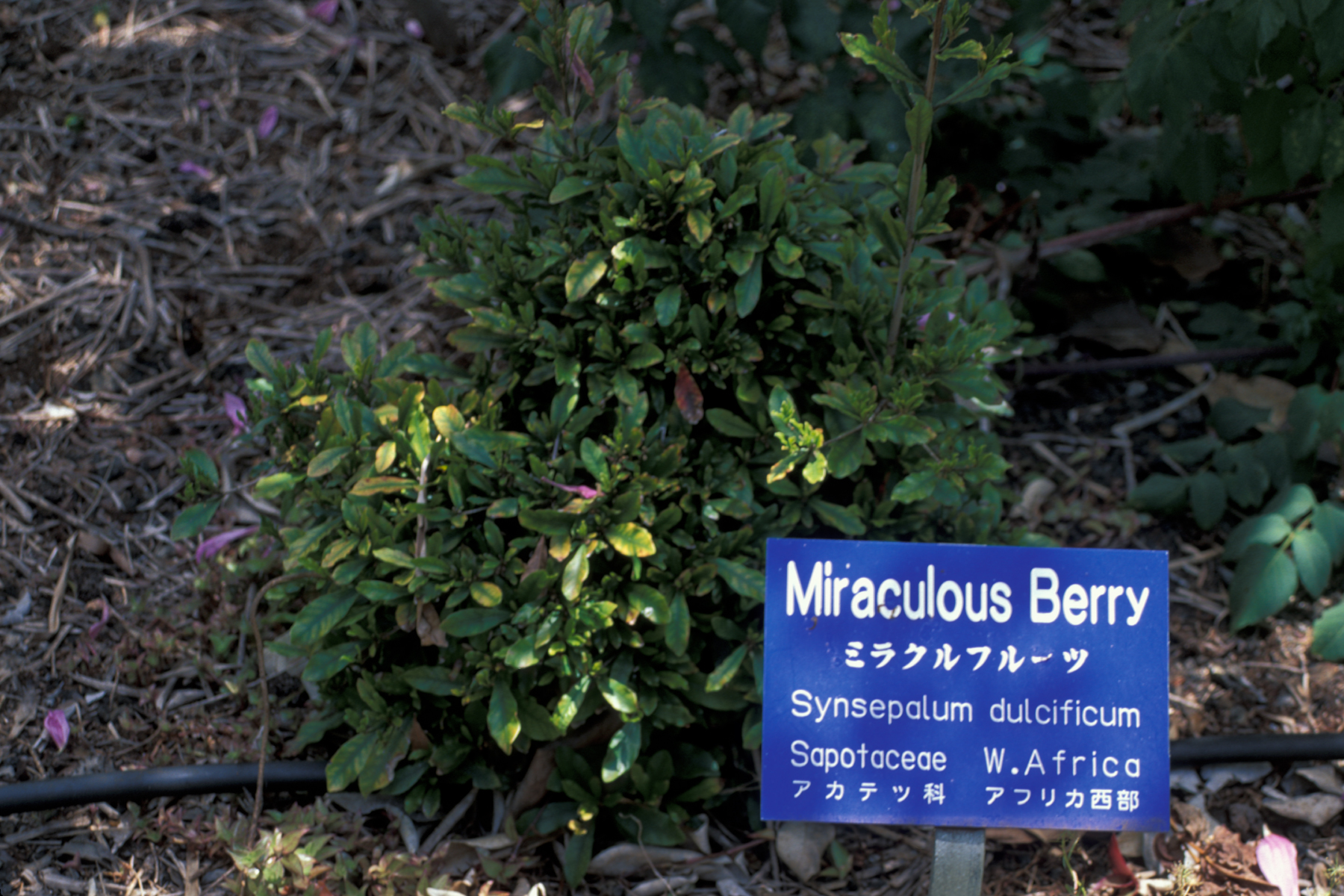
Mic specimen în grădina botanică

## Folosire

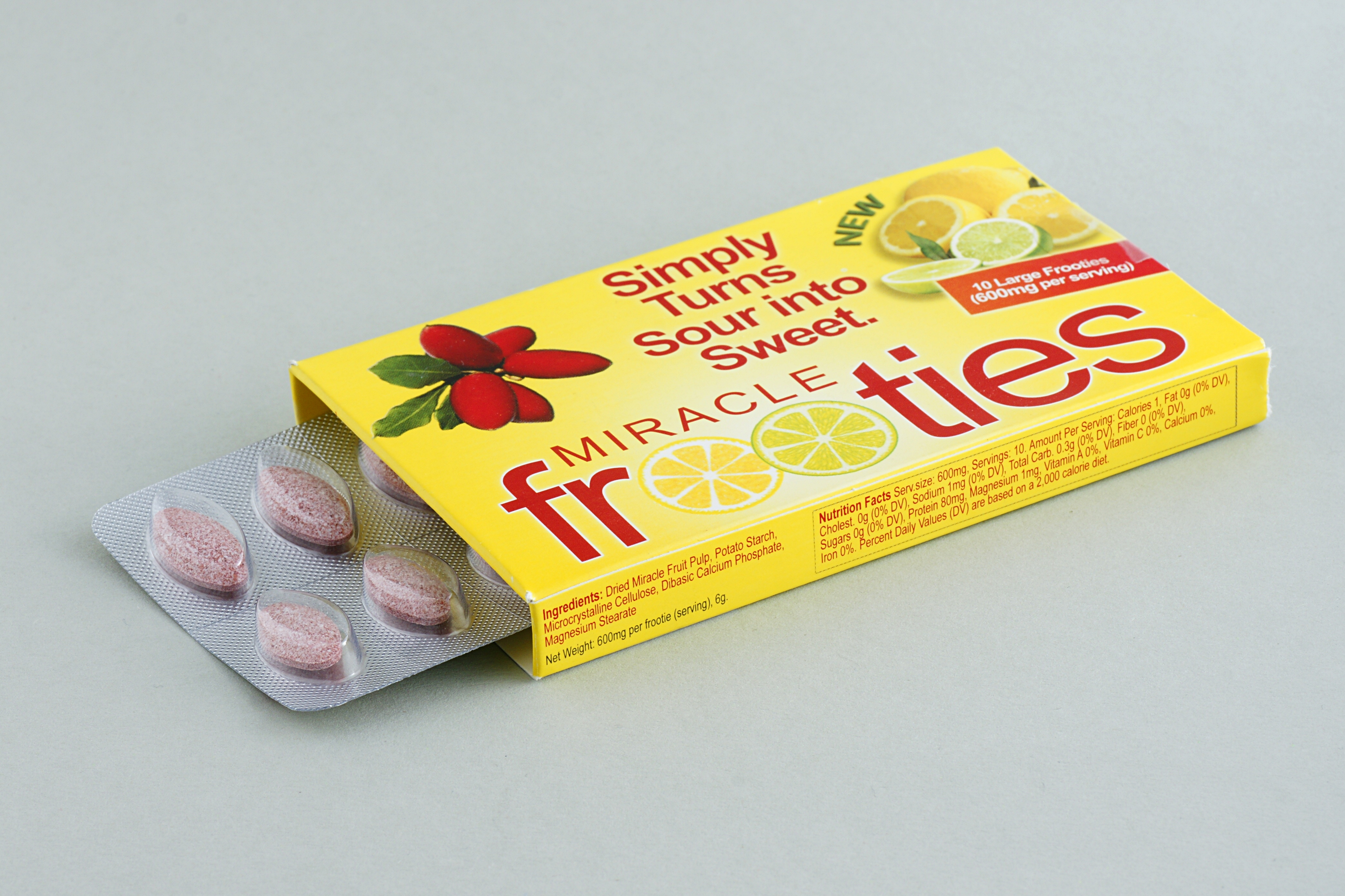
Pastile